# Egon Christian Andresen
Egon Christian Andresen (* 10. Dezember 1928 in Bremerhaven; † 17. April 2010) war ein deutscher Elektrotechniker.

## Leben
Als Sohn des Ingenieurs Peter Andresen geboren wuchs Egon Christian Andresen in Hagen in Westfalen auf. Nach zweijähriger Unterbrechung der Schulzeit durch Militärdienst und amerikanische Kriegsgefangenschaft zwischen 1944 und 1946 legte er 1949 am dortigen Realgymnasium das Abitur ab. Im gleichen Jahr ging er zum Studium der Elektrotechnik an die TH Darmstadt und schloss sich dem Corps Obotritia an. 1954 schloss er das Studium im Bereich Starkstromtechnik als Dipl.-Ing. ab und trat im gleichen Jahr als Entwicklungsingenieur in Berlin in die Großmaschinenfabrik Brunnenstraße der AEG ein. 1958 wurde er zum Gruppenleiter befördert. 1960 wurde er aus seiner Industrietätigkeit heraus mit einer Dissertation zum Thema: Die Stromwendung von Grenzleistungs-Kommutatormaschinen mit maschenbildenden Hilfselementen (Punga-Verbinder u. S-Verbinder) von der Fakultät für Elektrotechnik der TH Darmstadt zum Dr.-Ing. promoviert. Nach weiteren beruflichen Stationen bei der AEG in Düsseldorf und Berlin wurde er 1966 zum Mitglied der Geschäftsführung und Entwicklungschef der AEG-Großmaschinenfabrik Brunnenstraße in Berlin ernannt.
Am 1. April 1969 nahm er einen Ruf der TH Darmstadt als Ordinarius für Elektrotechnik und Leiter des Instituts für Elektrische Energiewandlung an, dem er bis zu seiner Emeritierung im Jahre 1997 vorstand. Seine wissenschaftliche Arbeit auf dem Gebiet der elektrischen Energiewandlung hat er in 70 wissenschaftlichen Aufsätzen in Fachzeitschriften und zu Fachkongressen publiziert. 40 Promotionen wurden von ihm betreut. Die Forschungsschwerpunkte lagen auf den Gebieten Frequenzumrichtergespeiste Drehstrommaschinen, Einsatz der Hochenergiemagnete für elektrische Maschinen, Optimale Ausnutzung des Rad-Schiene-Kraftschlusses bei modernen Drehstromlokomotiven und Triebköpfen sowie Anwendung moderner Berechnungsverfahren für die Auslegung der Motorgeometrie.
In den akademischen Jahren 1971/1972 und 1994/1995 war er Dekan des Fachbereichs 17, Elektrische Energietechnik, und 1984/1985 Vizepräsident der TH Darmstadt.